# セドノイド

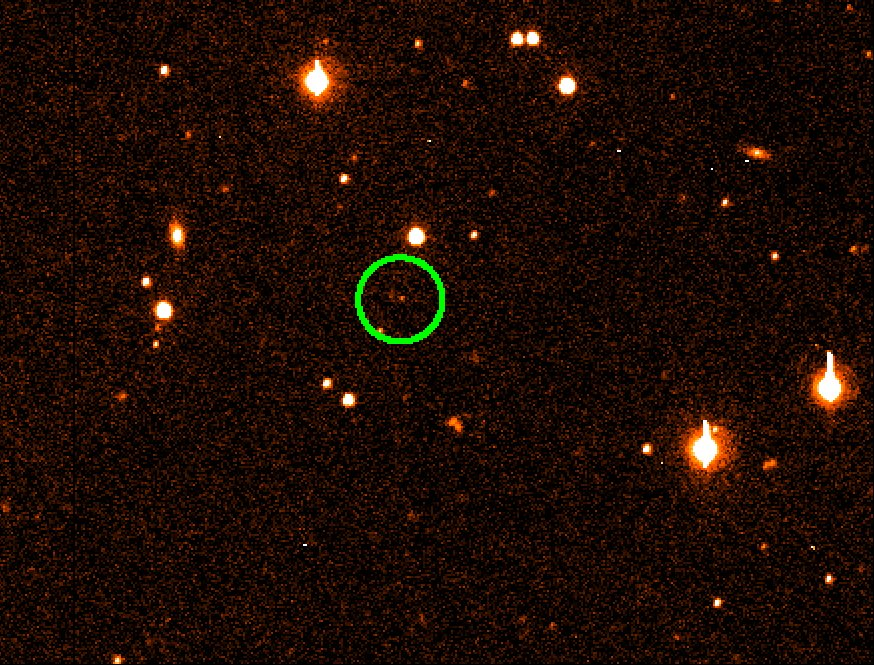
セドノイドの語源となったセドナ

セドノイド（Sednoid）とは、近日点が50天文単位(AU)以遠で軌道長半径が150AU以遠の太陽系外縁天体である。セドナ、2012 VP113、2015 TG387 (Leleākūhonua)の3つのみが発見されており、これら全て近点が64AU以遠であるが、もっとたくさんあると考えられている。これらの天体は、約50AU以遠からある太陽系の空隙の外側に位置し、惑星とはほぼ相互作用していないと考えられている。通常これらは分離天体に分類される。スコット・S・シェパードらは、セドノイドはヒルズの雲に存在すると考えているが、もともとヒルズの雲は既知の3つの天体の遠点よりもずっと遠い、2000AUを超える位置に存在すると予測されていた。

## 説明できない天体
セドノイドの軌道は、木星型惑星からの摂動でも銀河潮汐との関係でも説明できない。これらが現在の位置で形成されたとすれば、その軌道は元は円に近かったはずである。そうでなければ、微惑星間の相対速度が大きすぎ、降着は起こらなかったと考えられる。現在の楕円形の軌道は、いくつかの仮説で説明できる。
1. これらの天体は、太陽がまだ散開星団の中にいた頃に近くの恒星のそばを通った際、現在の軌道まで引き上げられた[7][8]。
2. これらの天体は、プラネットナイン等のエッジワース・カイパーベルト以遠にある未知の惑星サイズの天体による擾乱を受けた[9][10]。
3. 太陽が他の恒星の近くを通過した際に捕獲した[5][11]。

## 既知の天体
| 番号   | 名前                      | 直径 (km)   | 近日点 (AU) | 軌道長半径 (AU) | 遠日点 (AU) | 太陽からの距離 (AU) | 近点引数 (°) | 発見年 (precovered) |
| ------ | ------------------------- | ----------- | ----------- | --------------- | ----------- | ------------------- | ------------ | ------------------- |
| 90377  | セドナ                    | 995 ± 80    | 76.06       | 506             | 936         | 85.1                | 311.38       | 2003 (1990)         |
|        | 2012 VP113                | 600         | 80.50       | 261.00          | 441.49      | 83.65               | 293.78       | 2012 (2011)         |
|        | V774104                   | 500-1000 km | ???         | ???             | ???         | ~103                | ???          | 2015 (--)           |
| 541132 | 2015 TG387 (Leleākūhonua) | 200-600 km  | 64.94       | 1094            | 2123        | 77.69               | 118.17       | 2015 (--)           |

3つの既知のセドノイド天体は、他のより極端な分離天体全てと同様、0° (338°±38°)に近い近点引数を持っている。
これは観測バイアスに起因するものではなく、予想外のものである。なぜなら、木星型惑星との相互作用は、近日点引数（ω）をランダム化し、セドナの歳差運動期間は4000万年から6.5億年、セドナでは15億年になるはずだからである。このことは、太陽系外側に1つかそれ以上の未発見の大質量の摂動源があることを示唆する。250AU離れたスーパーアースは、数十年のうちにこれらの天体をω = 0°±60°の範囲に釣り合わせる。
このような距離の低アルベドのスーパーアースの視等級は、現在の掃天観測の検出限界以下である。この仮想的なスーパーアースは「プラネットナイン」と呼ばれる。より大きくより遠くにある摂動源だとしても暗すぎて検出できない。
軌道長半径150AU以遠、近日点が海王星以遠、近日点引数が340°±55°、w:Observation arcが1年以上の天体は、27個が知られている。
2015年11月10日、V774104が3つ目のセドノイドの候補として公表されたが、Observation arcはわずか2週間と非常に短く、近日点が海王星の影響の外にあるかどうかは分からなかった。
2018年10月1日、2015 TG387の軌道長半径が1094AUであることが発表された。遠日点は2123AUで、セドナよりもずっと遠くにある。
セドノイドは1つのグループを構成していると考えられるが、異質な起源を持つ。(474640) 2004 VN112、2013 RF98、2012 VP113、2002 GB32及び2003 HB57のスペクトル傾斜は、セドナのものとは異なる。
2025年4月14日には、10年間観測され近日点が65.87auで245auの長半径の軌道を持つ2023 KQ14の発見が公表された。

## 個数の推定
セドナの極端な軌道のために提案された様々な機構によると、セドノイドはより多くの構造や動態を持つことが示唆される。もしこれが海王星以遠の惑星に起因するものであれば、そのような天体は全てほぼ同じ近日点(?80 AU)を持つことになる。
もしセドナが太陽系と同じ方向に回転する他の惑星系から捕獲されたものであれば、これらは全て比較的小さい軌道傾斜角と100-500AUの範囲の軌道長半径を持つ。反対方向に回転する惑星系から捕獲されたものであれば、軌道傾斜角が小さいものと大きいものと2つのグループを持つ。近くを通過する恒星からの摂動は、近日点や軌道傾斜角を乱しうる。これは近くを通過した数や角度に依る。
そのため、このような天体のより多くのサンプルを集めることで、どのシナリオが最も正しいかを決定する手助けとなる。2006年にブラウンは、「私はセドナを初期太陽系の化石記録と呼ぶ。他の化石記録が見つかれば、セドナは太陽がどう形成されたか、また太陽の近くで形成された恒星がいくつあったかを我々が知る手がかりになる。」と語っている。2007-2008年にブラウン、ラビノウィッツ、シュワンが行った調査では、想定上のセドノイドの位置を特定することを試みた。1000AUの範囲内の動きを注意深く調べ、2007年に準惑星候補2007 OR10 (Gonggong)を発見したが、セドノイドの発見には至らなかった。この新しいデータを組み込んで行われたシミュレーションでは、約40個のセドナサイズの物体がこの領域に存在し、最も明るいのはおおよそエリスの等級（-1.0）であることが示された。
2015 TG387 (Leleākūhonua)の発見後、シェパードらは、ヒルズの雲に直径40km以上の天体が約200万個あり、その合計質量は1×1022 kgと小惑星帯の全質量の数倍にもなると結論付けた。